# Grzegorz Płonka
Grzegorz Płonka (ur. 1961 w Katowicach Ligocie) – muzyk, wokalista, dziennikarz, społecznik, aranżer, pisarz, publicysta, popularyzator śląskiej kultury.

## Muzyka
Jest absolwentem Wydziału Wokalno-Aktorskiego Akademii Muzycznej im. Karola Szymanowskiego w Katowicach. Zasłynął z bycia współzałożycielem, wokalistą i liderem zespołu „Ligocianie”, powstałego w 2011 roku. Pod patronatem Radia Katowice i Urzędu Miasta Katowice wydał pierwszą płytę pt: „Ciecze woda”. Inspiracją była rozmowa z wybitnym etnografem i muzykologiem profesorem Adolfem Dygaczem, który jest autorem zbiorów starych śląskich pieśni, któremu dedykowana jest ta płyta. Do udziału w nagraniach zaproszeni zostali popularni artyści – Joanna Bartel, Agnieszka Bochenek – Osiecka, Bernard Krawczyk, Józef Broda, Adam Otręba. Niektóre z utworów znalazły się na czołowych miejscach list przebojów śląskich radiowych rozgłośni oraz telewizji regionalnej TVS Silesia. Patronat medilany nad płytą objął Piotr Uszok, prezydent miasta Katowice. Na krążku znalazło się 16 utworów. Płyta zawiera utwory ludowe w nowoczesnych interpretacjach – rockowych, bluesowych, jazzowych.
Od 2015 roku prowadzi zespół „Grzegorz Płonka Trio”, z którym, między innymi, realizuje projekt: „Śląskie pieśni ludowe ze zbioru Juliusa Rogera” objęty patronatem Muzeum Śląskiego i Radia Katowice. Projekt ten ma za zadanie uhonorować postać Juliusa Rogera – lekarza, przyrodnika, etnologa i działacza społecznego, wielce zasłużonego dla Śląska oraz upamiętnić i przybliżyć współczesnemu odbiorcy zebrane przez niego śląskie pieśni ludowe. Wykonywane utwory przeplatane są informacjami na temat życia i działalności Juliusa Rogera.
W ramach zespołu „Bernard Krawczyk i Przyjaciele” współpracuje ze znanym, śląskim aktorem Bernardem Krawczykiem. Grzegorz Płonka to – oprócz utalentowanego muzyka – wielbiciel historii Śląska. Grający na gitarze Grzegorz Płonka towarzyszy aktorowi wraz z Ireneuszem Osieckim – na akordeonie. Projekt adresowany jest do szerokiej publiczności w regionie, zarówno do starszego pokolenia jak i młodszego widza. Ze względu na repertuar koncert ma charakter rozrywkowy ale nie tylko – stanowi również swoistą lekcję historii Polski i regionu opowiedzianą poezją i melodią.
Jako muzyk wystąpił na wielu koncertach, między innymi na: Festiwalu Muzyki Folkowej Polskiego Radia „Nowa Tradycja” i „Przystanku Woodstock”. W swym artystycznym dorobku ma kilka płyty CD popularyzujących śląską pieśń ludową między innymi: „Ciecze woda” (Ligocianie) i „Pieśni śląskiego buntu” (FANGA). W 2017 roku ukazała się płyta Grzegorza Płonki „Życie pieśniczką pisane” wydana przez Regionalny Instytut Kultury w Katowicach pod patronatem Narodowego Instytutu Dziedzictwa i Polskiego Radia Katowice. Zgromadzone pieśniczki w swej treści obrazują różne etapy i sprawy ludzkiego życia – od narodzin do śmierci. Nagrania odbywały się z udziałem znakomitych muzyków. W prawie wszystkich nagraniach towarzyszył Grzegorzowi Płonce multiinstrumentalista Tomek Drozdek. W kilku utworach zagrali Jacek Dzwonowski – skrzypce, Zygmunt Pinkawa – akordeon, Patryk Filipowicz – gitara oraz Mateusz Gremlowski – kontrabas. Na płycie można także usłyszeć głosy Koła Miłośników Śląskiej Pieśni z MDK „Ligota” oraz zespołu „Mali Ligocianie” ze Szkoły Podstawowej nr 34 w Katowicach Ligocie.
W 2012 roku Grzegorz Płonka – wspólnie z Janiną Dygacz, żoną prof. Adolfa Dygacza – założył w MDK „Ligota” Koło Miłośników Śląskiej Pieśni, skupiające osoby interesujące się śląska kulturą. W 2014 roku Koło zdobyło I miejsce w kategorii zespołów ponadgimnazjalnych i dorosłych w Regionalnym Konkursie „Śląskie śpiewanie” im. prof. Adolfa Dygacza oraz wyróżnienie w I edycji Europejskiego Konkursu „Rozśpiewany Śląsk”, organizowanego przez Zespół Pieśni i Tańca w Koszęcinie. Wspiera działalność folklorystycznego zespołu „Mali Ligocianie” ze Szkoły Podstawowej nr 34 w Katowicach, mającego w swym repertuarze śląskie pieśni ze zbiorów prof. Dygacza. We wrześniu 2017 roku ukazała się płyta „Fto śpiywo, troski rozwiywo” Koła Miłośników Śląskiej Pieśni. Grzegorz Płonka był koordynatorem jej wydania. Na płycie znalazło się 20 pieśni ze teki Adolfa Dygacza. Płytę wydał Miejski Dom Kultury „Ligota”. Gościnnie wystąpił z nami zespół „Mali Ligocianie”.
Brał udział w dokumentalnym filmie „Zbuntowany Śląsk”. Gawęda z dziejów walk społecznych na Górnym Śląsku, w której zaśpiewał, między innymi, pieśni ze zbiorów prof. Adolfa Dygacza. „Zbuntowany Śląsk” to wielodyscyplinarny projekt poświęcony historii walk społecznych na Śląsku. To film, a właściwie gawęda filmowa, to powstający projekt muzyczny. A wszystko po to, aby przypomnieć losy tych, dzięki którym zbudowano potęgę tego regionu i którzy walczyli – i wywalczyli – lepsze warunki życia, czy demokartyczne prawa. Pieśni dobrze wkomponowały się w narrację filmu. Reżyser, zaproponował stworzenie muzycznego projektu, obejmującego nagranie kilkunastu śląskich pieśni buntu. Pomysł ten bardzo spodobał się Grzegorzowi Płonce. Uznał, że jest to świetna okazja do spopularyzowania tych pieśniczek wśród młodego pokolenia. W ten właśnie sposób powstał zespół „FANGA”. FANGA nagrała płytę „Pieśni śląskiego buntu”. Płonka wybrał na nią 11 pieśni z XVIII, XIX wieku oraz z lat 20. i 30. XX wieku. Zawierają one silny treściowy i emocjonalny przekaz. Płyta „Pieśni śląskiego buntu” ukazała się w zestawie z filmem.
Był koordynatorem Festiwalu Pieśni Tradycyjnej „Jedyn, dwa, trzi, sztyry, czyli solo, w duecie, w trio, w kwartecie”, który zorganizował 15 marca 2018 r. MDK „Ligota”.

## Publikacje
Jest autorem kilku książek i wielu publikacji prasowych. Autor książki „Łapanie chwili” (wspólnie z Józefem Brodą), redaktor wydania monografii „Zarys dziejów Ligoty i Panewniki od zarania do czasów współczesnych”. Zrealizował kilka cyklów opublikowanych w prasie z dziedziny duchowości, psychologii i muzyki – m.in. rozmowy z Bertem Hellingerem, Wojciechem Eichelbergerem, Wiktorem Osiatyńskim, Anną Dodziuk, ojcem Laurence’em Freemanem, Jackiem Santorskim, Tomaszem Stańko, Jackiem Ostaszewskim, Józefem Skrzekiem. Autor książek „Mała (wielka) ojczyzna”, „Ligota i Panewniki na starych pocztówkach i fotografiach” i redaktor wydania „Przewodnik po Ligocie i Panewnikach”.
„Mała (wielka) ojczyzna” to zbiór wywiadów, przeprowadzonych przez Grzegorz Płonkę ze znanymi ludźmi, mieszkającymi w różnych okresach w Ligocie i Panewnikach. Są wśród nich, między innymi: Olgierd Łukaszewicz, Krzysztof Globisz, prof. Janusz Danecki, Cecylia Kukuczka – żona Jerzego Kukuczki, Lech Szaraniec, Piotr Kupicha.
„Ligota i Panewniki na starych pocztówkach i fotografiach” to album obrazujący środowisko oraz życie domowe i społeczne dawnych ligocian i panewniczan. Znalazły się w nim pocztówki, od końca XIX wieku do lat 70. XX wieku, ze zbiorów pasjonatów lokalnej historii Darka Seniejko i Lecha Szufy, a także zdjęcia z archiwów starych ligocko-panewnickich rodzin.

## Działalność społeczna
Wolontariusz Koła Kochających Kurlawe Chaty i pracownik Miejskiego Domu Kultury „Ligota” w Katowicach, aktywnie uczestniczy w organizacji kolejnych edycji Europejskich Dni Dziedzictwa, propagując w ich ramach śląskie pieśni ludowe. Jako pracownik MDK „Ligota” prowadzi – obok Koła Miłośników Śląskiej Pieśni – Koło Dziennikarsko-Literackie, samopomocową grupę wsparcia dla osób opiekujących się ludźmi starszymi, niepełnosprawnymi i przewlekle chorymi oraz Klub Młodego Odkrywcy. Klub realizuje projekt „Poznajemy Ligotę i Panewniki”, obejmujący wycieczki, pokazy multimedialne i naukę starych, śląskich pieśni zebranych przez Adolfa Dygacza od informatorów z Ligoty i Panewnik. Dzięki temu dzieci poznają historię i współczesne oblicze obu katowickich dzielnic. Grzegorz Płonka jest radnym kadencji 2014–2018 Rady jednostki Pomocniczej nr 6 „Ligota-Panewniki” w Katowicach, w której pełni funkcję wiceprzewodniczącego Zespołu I ds. Zdrowia, Oświaty, Kultury, Sportu i Bezpieczeństwa. W 2015 roku redagował sfinansowany przez Radę i Nadleśnictwo Katowice „Przewodnik po Ligocie i Panewnikach”, w którym znalazły się wyznaczone przez niego trasy – opisane przez dzieci i młodzież z ligocko-panewnickich szkół. Jest członkiem Światowej Wspólnoty Medytacji Chrześcijańskiej i współzałożycielem w 2001 roku Katowickiej Grupy Medytacyjnej. Lektor Fundacji im. Stefana Batorego z dziedziny uzależnień. Prezes Stowarzyszenia Społeczno – Kulturalnego „OFFerta”. Pomysłodawca postawienia upamiętniającego kamienia granicznego na historycznej granicy Ligoty i Brynowa.

## Nagrody
- W 2010 roku otrzymał od Piotra Uszoka – Prezydenta Miasta Katowice – dyplom uznania i podziękowania za wkład w zainicjowanie i wzorowe przeprowadzenie obchodów jubileuszowych 650-lecia Ligoty i 430-lecia Panewnik.
- W tym samym roku otrzymał medal za Zasługi dla Związku Kombatantów Rzeczy Pospolitej i Byłych Więźniów Politycznych.
- W 2015 roku otrzymał od Narodowego Instytutu Dziedzictwa wyróżnienie w uznaniu za zaangażowanie w organizację 23 edycji Europejskich Dni Dziedzictwa w Polsce – „Utracone dziedzictwo”.
- W 2017 11 listopada w Miejskim Centrum Kultury im. H. Bisty w Rudzie Śląskiej został uhonorowany tytułem Hanysa 2017 za wkład w archiwizowanie historii ziemi śląskiej i jej rdzennej muzyki. Statuetkę Hanysa i pamiątkowy dyplom otrzymał z rąk Grzegorza Poloczka i Roberta Talarczyka[18].
- Wyróżnienie w postaci listu okolicznościowego od Przewodniczącego Rady Miasta Katowice Jerzego Forajtera[19].